# Inaba Shunsei
Inaba Shunsei (japanisch 稲葉 春生; geboren 5. Juni 1890 in Aramoto  (Präfektur Okayama); gestorben 29. Januar 1976) war ein japanischer Maler der Nihonga-Richtung.

## Leben und Werk
Inaba Shunsei war Lehrer und später Direktor einer Grundschule in der Präfektur Okayama. 1925 ging er im Alter von 38 Jahren nach Kyōto und begann auf Empfehlung des aus seiner Heimatgegend stammenden Malers Ikeda Yōson ein Studium der Malerei unter Takeuchi Seihō. Auf der 12. „Teiten“ 1931 wurde er zum ersten Mal zugelassen mit dem Bild „Hana Aoi“ (花葵) – „Stockrose“. 1931 war er auf der Ausstellung japanische Malerei 1931 in Berlin zu sehen.
Als sein Lehrer Takeuchi 1934 nach Yugawara in der Präfektur Kanagawa umzog, wechselte Inaba zu Tsuchida Bakusen und hielt sich so lange Zeit in Kyōto auf. Im Herbst 1936 wurde er Juror für die nun „Shin-Bunten“ genannte jährliche staatliche Ausstellungsreihe, auf der er weiterhin ausstellte.
Nach dem Zweiten Weltkrieg kehrte er in seine Heimat Okayama zurück. 1951 organisierte er den Okayama-Zweig der Künstlergemeinschaft „Nihonga Kenkyūlai“ (日本画研究会). 1954 wurde er Lehrbeauftragter für die Lehrerausbildung in Kunst an der Universität Okayama. Er setzte sich ein für die Anerkennung der Nihonga-Malerei in der breiten Bevölkerung.
Die Präfektur Okayama zeichnete ihn mit dem Kulturpreis (岡山県文化賞, Okayama-ken bunka-shō) und als Person mit besonderen Verdiensten für die Präfektur-Kultur (岡山県文化功労賞, Okayama-ken bunka korō-shō) aus.